# Regionalliga Nord 2014-15
La temporada 2014/15 de la Regionalliga Nord fue la 15.ª edición de la Cuarta División de Alemania. La fase regular comenzó a disputarse el 25 de julio de 2014 y terminó el 23 de mayo de 2015.

## Sistema de competición
Participaron en la Regionalliga Nord 18 clubes que, siguiendo un calendario establecido por sorteo, se enfrentaron entre sí en dos partidos, uno en terreno propio y otro en campo contrario. El ganador de cada partido obtuvo tres puntos, el empate otorgó un punto y la derrota, cero puntos.
El torneo se disputó entre los meses de julio de 2014 y mayo de 2015. Al término de la temporada, el primero clasificado jugará un partido de Play-Off contra otro campeón de otra Regionalliga mediante sorteo y el ganador asciende a la 3. Liga de la próxima temporada, los dos últimos descendieron a la Oberliga.

## Clubes Participantes
| Club                        | Ciudad       | Estadio                               | Aforo  |
| --------------------------- | ------------ | ------------------------------------- | ------ |
| BSV Schwarz-Weiß Rehden     | Rehden       | Sportplatz Waldsportstätten           | 4.350  |
| BV Cloppenburg              | Cloppenburg  | TimePartner Arena                     | 5.001  |
| Eintracht Braunschweig II   | Braunschweig | Eintracht-Stadion                     | 23.325 |
| ETSV Weiche Flensburg       | Flensburg    | Manfred-Werner-Stadion                | 4.000  |
| FC Eintracht Norderstedt 03 | Norderstedt  | Edmund-Plambeck-Stadion               | 5.068  |
| FC St. Pauli II             | Hamburg      | Stadion Hoheluft                      | 5.004  |
| FT Braunschweig             | Braunschweig | Freie Turner-Stadion                  | 2.000  |
| Goslarer SC                 | Goslar       | S-Arena                               | 5.001  |
| Hamburger SV II             | Hamburg      | Wolfgang-Meyer-Sportanlage            | 2.018  |
| Hannover 96 II              | Hannover     | Stadion Mühlenholzweg                 | 6.000  |
| Lüneburger SK Hansa         | Bardowick    | Sportplatz TSV Bardowick              | 1.000  |
| SV Meppen                   | Meppen       | Hänsch-Arena                          | 16.500 |
| SV Werder Bremen II         | Bremen       | Weserstadion Platz 11                 | 5.500  |
| TSV Havelse                 | Garbsen      | Wilhelm-Langrehr-Stadion              | 6.000  |
| VfB Lübeck                  | Lübeck       | Pokerstars.de-Stadion an der Lohmühle | 17.869 |
| VfB Oldenburg               | Oldenburg    | Marschwegstadion                      | 15.552 |
| VfL Wolfsburg II            | Wolfsburg    | VfL-Stadion am Elsterweg              | 20.551 |
| VfR Neumünster              | Neumünster   | Grümmi-Arena                          | 9.999  |

## Clasificación
- Actualizado el 23 de mayo de 2015

|  |     | Equipo                      | PJ | PG | PE | PP | GF | GC | DG  | PTS |
|  | --- | --------------------------- | -- | -- | -- | -- | -- | -- | --- | --- |
|  | 1.  | Werder Bremen II            | 34 | 19 | 10 | 5  | 84 | 39 | +45 | 67  |
|  | 2.  | Wolfsburgo II               | 34 | 19 | 7  | 8  | 74 | 40 | +34 | 64  |
|  | 3.  | Hamburgo II                 | 34 | 19 | 5  | 10 | 74 | 41 | +33 | 62  |
|  | 4.  | TSV Havelse                 | 34 | 16 | 7  | 11 | 49 | 35 | +14 | 55  |
|  | 5.  | ETSV Weiche Flensburg       | 34 | 14 | 10 | 10 | 53 | 37 | +16 | 52  |
|  | 6.  | FC Eintracht Norderstedt 03 | 34 | 16 | 4  | 14 | 47 | 56 | -9  | 52  |
|  | 7.  | VfB Lübeck                  | 34 | 12 | 14 | 8  | 43 | 44 | -1  | 50  |
|  | 8.  | SV Meppen                   | 34 | 13 | 10 | 11 | 49 | 46 | +3  | 49  |
|  | 9.  | FC St. Pauli II             | 34 | 12 | 11 | 11 | 39 | 43 | -4  | 47  |
|  | 10. | VfB Oldenburg               | 34 | 12 | 9  | 13 | 39 | 44 | -5  | 45  |
|  | 11. | BSV Schwarz-Weiß Rehden     | 34 | 10 | 14 | 10 | 46 | 48 | -2  | 44  |
|  | 12. | Lüneburger SK Hansa         | 34 | 11 | 10 | 13 | 41 | 55 | -14 | 43  |
|  | 13. | Eintracht Braunschweig II   | 34 | 10 | 12 | 12 | 59 | 56 | +3  | 42  |
|  | 14. | Hannover 96 II              | 34 | 11 | 8  | 15 | 52 | 48 | +4  | 41  |
|  | 15. | Goslarer SC                 | 34 | 10 | 9  | 15 | 50 | 60 | -10 | 39  |
|  | 16. | BV Cloppenburg              | 34 | 10 | 9  | 15 | 44 | 59 | -15 | 39  |
|  | 17. | VfR Neumünster              | 34 | 8  | 9  | 17 | 37 | 60 | -23 | 33  |
|  | 18. | FT Braunschweig             | 34 | 2  | 6  | 26 | 22 | 91 | -69 | 12  |

| Legende |                                                           |
|         | Clasifica para el Play-Off de ascenso por 3. Liga 2015/16 |
|         | Posible descenso a Oberliga 2015/16                       |
|         | Desciende a Oberliga 2015/16                              |

## Cuadro de resultados
| 2014/15                     | SWR | CPB | ETB | WFB | ENT | STP | FTB | GSC | HSV  | H96 | LSK | MPP | WBR | HVL | LBK | VfO | WLS | VfN |
| --------------------------- | --- | --- | --- | --- | --- | --- | --- | --- | ---- | --- | --- | --- | --- | --- | --- | --- | --- | --- |
| BSV Schwarz-Weiß Rehden     | -   | 0:2 | 3:3 | 1:3 | 0:2 | 1:1 | 2:1 | 3:1 | 2:0  | 2:1 | 1:1 | 1:1 | 0:0 | 2:0 | 0:2 | 1:1 | 0:0 | 5:1 |
| BV Cloppenburg              | 1:1 | -   | 1:1 | 1:2 | 2:1 | 1:2 | 0:1 | 3:1 | 3:1  | 1:1 | 4:1 | 4:0 | 0:2 | 0:0 | 2:2 | 1:1 | 0:3 | 0:3 |
| Eintracht Braunschweig II   | 1:1 | 4:1 | -   | 0:1 | 2:2 | 2:0 | 2:1 | 2:2 | 1:4  | 1:4 | 0:1 | 2:0 | 3:3 | 3:1 | 2:2 | 1:3 | 1:1 | 1:2 |
| ETSV Weiche Flensburg       | 1:2 | 1:3 | 1:0 | -   | 1:1 | 0:0 | 7:1 | 2:2 | 2:1  | 3:0 | 1:3 | 0:1 | 1:1 | 0:0 | 1:1 | 2:3 | 3:2 | 1:0 |
| FC Eintracht Norderstedt 03 | 3:1 | 0:3 | 1:1 | 0:2 | -   | 3:1 | 2:1 | 2:0 | 4:1  | 3:0 | 2:0 | 2:1 | 0:5 | 1:0 | 3:0 | 0:2 | 0:3 | 2:1 |
| FC St. Pauli II             | 1:1 | 0:1 | 0:3 | 0:2 | 2:1 | -   | 1:0 | 2:0 | 3:1  | 1:0 | 3:0 | 0:0 | 1:5 | 1:1 | 2:2 | 4:2 | 0:2 | 1:1 |
| FT Braunschweig             | 0:1 | 2:2 | 0:3 | 0:4 | 1:4 | 0:2 | -   | 2:2 | 0:10 | 2:1 | 0:2 | 1:4 | 0:4 | 0:3 | 1:3 | 0:0 | 0:2 | 2:4 |
| Goslarer SC                 | 4:1 | 3:0 | 3:0 | 0:0 | 2:3 | 0:0 | 1:0 | -   | 0:4  | 0:3 | 2:3 | 0:5 | 3:0 | 0:2 | 3:0 | 1:1 | 0:3 | 3:0 |
| Hamburger SV II             | 1:1 | 5:0 | 0:0 | 3:1 | 3:0 | 2:1 | 2:0 | 0:0 |      | 4:1 | 3:1 | 0:0 | 1:0 | 0:2 | 2:2 | 1:2 | 1:3 | 4:0 |
| Hannover 96 II              | 3:1 | 2:1 | 1:3 | 1:0 | 1:2 | 2:0 | 5:0 | 3:0 | 2:3  | -   | 3:0 | 3:0 | 2:3 | 1:2 | 1:1 | 1:2 | 1:1 | 1:1 |
| Lüneburger SK Hansa         | 1:1 | 3:2 | 2:2 | 1:0 | 2:0 | 0:1 | 1:0 | 0:8 | 3:1  | 2:0 | -   | 1:3 | 2:2 | 0:1 | 2:3 | 0:0 | 1:1 | 0:2 |
| SV Meppen                   | 1:2 | 2:0 | 3:3 | 2:2 | 0:0 | 2:2 | 1:0 | 1:1 | 2:1  | 0:3 | 2:1 | -   | 1:3 | 4:3 | 1:2 | 1:2 | 3:1 | 3:0 |
| SV Werder Bremen II         | 2:2 | 5:0 | 4:3 | 2:0 | 5:1 | 1:1 | 7:0 | 1:3 | 2:4  | 3:0 | 2:2 | 1:1 | -   | 1:0 | 1:1 | 4:0 | 4:1 | 4:2 |
| TSV Havelse                 | 3:0 | 2:2 | 2:0 | 2:0 | 3:0 | 3:1 | 0:0 | 3:0 | 1:2  | 2:1 | 1:2 | 1:1 | 0:1 | -   | 2:1 | 3:0 | 1:2 | 1:3 |
| VfB Lübeck                  | 0:4 | 3:0 | 1:0 | 1:1 | 1:0 | 0:0 | 1:0 | 1:0 | 0:2  | 1:1 | 0:0 | 0:2 | 2:2 | 2:2 | -   | 2:1 | 1:0 | 1:2 |
| VfB Oldenburg               | 3:1 | 1:2 | 1:0 | 0:1 | 2:0 | 0:3 | 3:3 | 2:2 | 0:2  | 1:1 | 1:0 | 1:2 | 1:0 | 0:1 | 0:1 | -   | 3:0 | 0:0 |
| VfL Wolfsburg II            | 3:2 | 3:1 | 3:0 | 1:1 | 6:0 | 3:0 | 4:2 | 7:2 | 1:3  | 1:1 | 2:2 | 3:0 | 1:2 | 4:0 | 2:3 | 1:0 | -   | 3:2 |
| VfR Neumünster              | 0:0 | 0:0 | 2:7 | 1:6 | 1:2 | 1:2 | 1:1 | 0:1 | 1:2  | 1:1 | 1:1 | 1:0 | 0:2 | 0:1 | 1:1 | 2:0 | 0:1 | -   |

### Campeón
| Bandera de Bremen (estado)                                                 |
| SV Werder Bremen II 1.er Título Clasifica a la eliminatoria por la 3. Liga |

## Eliminatoria de ascenso
| 27 de mayo de 2015, 19:00 | Werder Bremen II | 0:0     | Borussia Mönchengladbach II | Weserstadion Platz 11, Bremen                         |                                                       |
|                           |                  | Reporte |                             | Asistencia: 3.785 espectadores Árbitro(s): René Rohde | Asistencia: 3.785 espectadores Árbitro(s): René Rohde |

| 31 de mayo de 2015, 14:00 | Borussia Mönchengladbach II | 0:2 (0:0; 0:0) (t. s.)(0:2 t. s.) | Werder Bremen II                 | Borussia-Park, Mönchengladbach                            |                                                           |
|                           |                             | Reporte                           | P. Mainka 109' · L. Ayçiçek 118' | Asistencia: 10.217 espectadores Árbitro(s): Robert Kampka | Asistencia: 10.217 espectadores Árbitro(s): Robert Kampka |

## Goleadores
- Actualizado el 28 de mayo de 2015

| Pos. | Jugador            | Equipo              | Goles | Partidos | Media | Penalti |
| ---- | ------------------ | ------------------- | ----- | -------- | ----- | ------- |
| 1°   | Ahmet Arslan       | Hamburger SV II     | 20    | 32       | 0.62  | 2       |
| 2°   | Roman Prokoph      | Hannover 96 II      | 15    | 29       | 0.51  | 1       |
| 3°   | Christopher Kramer | VfR Neumünster      | 14    | 29       | 0.48  | 1       |
| 4°   | Tim Wernke         | BV Cloppenburg      | 14    | 31       | 0.45  | 0       |
| 5°   | Max Kremer         | SV Meppen           | 13    | 27       | 0.48  | 3       |
| 6°   | Pierre Merkel      | VfB Oldenburg       | 13    | 28       | 0.46  | 0       |
| 7°   | Maik Lukowicz      | SV Werder Bremen II | 13    | 30       | 0.43  | 0       |
| 8°   | Stefan Richter     | VfB Lübeck          | 13    | 32       | 0.40  | 2       |
| 9°   | Amin Affane        | VfL Wolfsburg II    | 12    | 22       | 0.54  | 3       |
| 10°  | Muhamed Alawie     | Lüneburger SK Hansa | 11    | 32       | 0.34  | 1       |